# Marentino
Marentino is een gemeente in de Italiaanse provincie Turijn (regio Piëmont) en telt 1323 inwoners (31-12-2004). De oppervlakte bedraagt 11,3 km², de bevolkingsdichtheid is 117 inwoners per km².

## Demografie
Marentino telt ongeveer 514 huishoudens. Het aantal inwoners steeg in de periode 1991-2001 met 22,1% volgens cijfers uit de tienjaarlijkse volkstellingen van ISTAT.
| Jaar | Inwoneraantal |
| ---- | ------------- |
| 1991 | 975           |
| 2001 | 1190          |

## Geografie
Marentino grenst aan de volgende gemeenten: Sciolze, Moncucco Torinese (AT), Montaldo Torinese, Arignano, Andezeno.
1. ↑  https://demo.istat.it/?l=it.